# فورتون گوردین
فورتون گوردین (انگلیسی: Fortune Gordien؛ ۹ سپتامبر ۱۹۲۲ – ۱۰ آوریل ۱۹۹۰) پرتاب‌گر دیسک و وزنه و بازیگر اهل ایالات متحده آمریکا بود.
وی در مسابقات کشوری و بین‌المللی در مجموع برندهٔ ۱ مدال طلا، ۲ مدال نقره، ۱ مدال برنز شده‌است.